# Grant Main
Pour les articles homonymes, voir Main (homonymie).
Grant Main, né le 11 février 1960 à Victoria (Colombie-Britannique), est un rameur d'aviron canadien. 

## Carrière
Grant Main participe aux Jeux olympiques de 1984 à Los Angeles et remporte la médaille d'or accompagné de tous ses copains : Dean Crawford, Michael Evans, Paul Steele, Blair Horn, Mark Evans, Kevin Neufeld, Pat Turner et Brian McMahon.